# Halicyclops harpacticoides
Halicyclops harpacticoides – gatunek widłonoga z rodziny Halicyclopidae. Opisał go w 1875 roku ukraiński zoolog Wołodymyr Iwanowicz Szmankiewicz, nadając mu nazwę Cyclops harpacticoides.